# Justo José de Urquiza
Justo José de Urquiza y García (18. říjen 1801 Talar de Arroyo Largo – 11. duben 1870 Entre Ríos) byl argentinský voják a politik. S menšími přestávkami působil od ledna 1842 do dubna 1870 jako guvernér argentinské Provincie Entre Ríos. V únoru 1852 porazil v bitvě guvernéra Provincie Buenos Aires Juana Manuela de Rosas, který byl v té době de facto nejvyšším představitelem Argentinské konfederace, protože byl guvernérem nejvýznamnější provincie v zemi . V dubnu 1852 převzal formálně toto postavení právě Urquiza přesto, že nebyl v té době guvernérem Buenos Aires. Dne 31. května 1852 se stal prvním prozatímním direktorem Argentinské konfederace, což byla nová nejvyšší funkce v zemi. Dne 5. března 1854 se stal prvním prezidentem Argentinské konfederace. Nejvyšším představitelem země byl tedy od 3. února 1852 (formálně od 6. dubna 1852) do 4. března 1860.

## Život

### Mládí a počátky kariéry

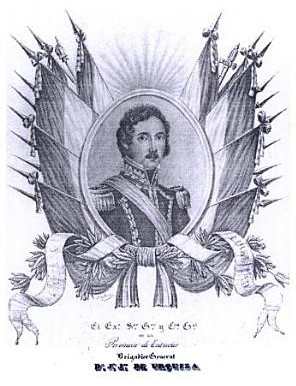
Portrét Justa Josého de Urquiza z roku 1842.

Pocházel z rodiny španělského osadníka a španělsko-portugalské matky. Rodina se usadila v Provincii Entre Ríos, kde se začala věnovat zemědělství a místní politice. Poté, co v roce 1810 v Buenos Aires proběhla tzv. Květnová revoluce, odešla celá rodina na území Banda Oriental (současná Uruguay), kde se připojila k stoupencům španělské monarchie. Už o dva roky se však vrátili a Justa Josého poslali studovat do Buenos Aires. V roce 1819 se vrátil do Entre Ríos a v obci u města Concepción del Uruguay se začal věnovat zemědělství a obchodu, přičemž se postupně stal v těchto oblastech velmi úspěšný. V té době se jeho bratr Cipriano de Urquiza začal angažovat v provinční politice. V dalším období se do politiky zapojil i Justo José, v roce 1826 byl zvolen do provinčního kongresu jako poslanec za Concepción del Uruguay. Stál v čele opozice, která v roce 1826 odmítla za Provincii Entre Ríos navrhovanou ústavu. O dva roky později se stal vojenským a civilním velitelem v Concepción del Uruguay. V dalších letech se zúčastnil několika vojenských tažení.
V roce 1835 se stal guvernér Provincie Buenos Aires Juan Manuel de Rosas faktickým diktátorem celé Argentiny. Rosas prosazoval zájmy Buenos Aires na úkor ostatních částí Argentiny, což vyvolávalo mimo Buenos Aires velkou nespokojenost. V té době už Urquiza velel velkému území v Entre Ríos a současně získal velký majetek. Jeho provincie se stala brzy centrem bojů, kdy byla ohrožována hlavně občanskou válkou v sousedním Banda Oriental. Proti Rosasovi se v roce 1839 vzbouřila Provincie Corrientes, ale v bitvě v březnu 1839 byla Rosasem poražena, přičemž Entre Ríos a Urquiza Rosase podpořili. Vítězná strana po bitvě povraždila stovky zajatců, z tohoto masakru byl obviňován právě Urquiza. Následně bojoval Urquiza i na území Banda Oriental, kde také zaznamenal úspěchy. Jeho nepřítomnosti ale využil argentinský exulant Juan Lavalle, který napadl Entre Ríos a přesunul se až do Corrientes, kde začal tvořit novou armádu. Již v roce 1840 Lavalle se svou novou armádou znovu napadl Entre Ríos a následně zamířil směrem na Buenos Aires, kde však byl poražen a při ústupu na sever následně i zabit. Na konci roku 1841 byl Urquiza zvolen guvernérem Provincie Entre Ríos. Funkce se ujal 1. ledna 1842 a s přestávkami v ní setrval až do roku 1870.
Již brzy ale musel čelit invazi generála Josého María Paza, který obsadil hlavní město Entre Ríos a Urquiza musel ujít pryč. Na útěku začal organizovat nové vojsko, nemohl však hned zaútočit na svou domovskou provincii, ale bojoval v sousedních a v Banda Oriental. I během těchto vojenských kampaní nechal popravit stovky zajatců. Stále se však musel vyhýbat přímému střetu se zkušeným generálem Pazem, který ho plánoval vlákat do pasti a porazit, čemuž se však Urquiza vyhnul. Díky tomu následně uzavřel spojenectví s Provincií Corrientes právě proti Pazovi, který musel ustoupit. Proti mírové smlouvě mezi Entre Ríos a Corrientes se ale postavil Rosas a Urquiza tak musel znovu tuto provincii napadnout. V listopadu 1847 porazil vojsko Corrientes a znovu nechal povraždit stovky zajatců.

### Válka o vládu nad Argentinou
Jeho vláda nad Entre Ríos byla velmi podobná vládě Rosase v Buenos Aires. Také Urquiza vládl autoritativně a podporoval chovatele dobytka na úkor ostatních. Na druhé straně nechal budovat školy, knihovny, noviny, cesty, přístavy, modernizoval Entre Ríos a nechal vytvořit bezpečnostní složky, které však postupovaly velmi tvrdě a za nejmenší provinění hrozila poprava. Urquiza také prosazoval přísnou rozpočtovou politiku, dokázal snížit výdaje na veřejnou správu, aniž ji paralyzoval. Každý měsíc nechal zveřejňovat výdaje a příjmy provincie. Paradoxně se tak Entre Ríos stalo poměrně svobodnou a moderní provincií a federalisté z regionů začali považovat Urquiza za jediného, který by mohl svrhnout Rosase.
Rosas však chtěl kontrolovat a ovládat celý místní obchod a zablokoval hlavní řeky, což vadilo nejen Francouzům, ale i Britům, kteří společně zahájili blokádu přístavu Buenos Aires. Blokáda však po nějakém čase neúspěšně skončila, když Britové raději odpluli pryč. V roce 1848 Rosas uzavřel řeky znovu. Tentokrát však tato situace překážela i Brazílii, pro kterou bylo říční spojení velmi důležité. Poškozená se cítila i Urquizova Provincie Entre Ríos. Urquiza vyzval Rosase, aby řeky znovu otevřel a aby bylo umožněno farmářům z jeho provincie obchodovat s jinými státy. S tím však Rosas nesouhlasil. Urquiza chtěl zabránit znovuzvolení Rosase, což ten však odmítl akceptovat. Urquiza proto se svou armádou zaútočil na Rosasovo vojsko, které již dlouho obléhalo Montevideo a město konečně osvobodil. Následně vytáhl přímo proti Buenos Aires. Zde Rosas překvapivě rychle ztrácel podporu. Urquiza tak |3. února 1852 porazil Rosase v bitvě u Caseros. V Buenos Aires následně Urquizovi vojáci povraždili stovky Rosasových stoupenců. Rosas následně odešel do britského exilu, kde dožil.

### Vláda nad Argentinou

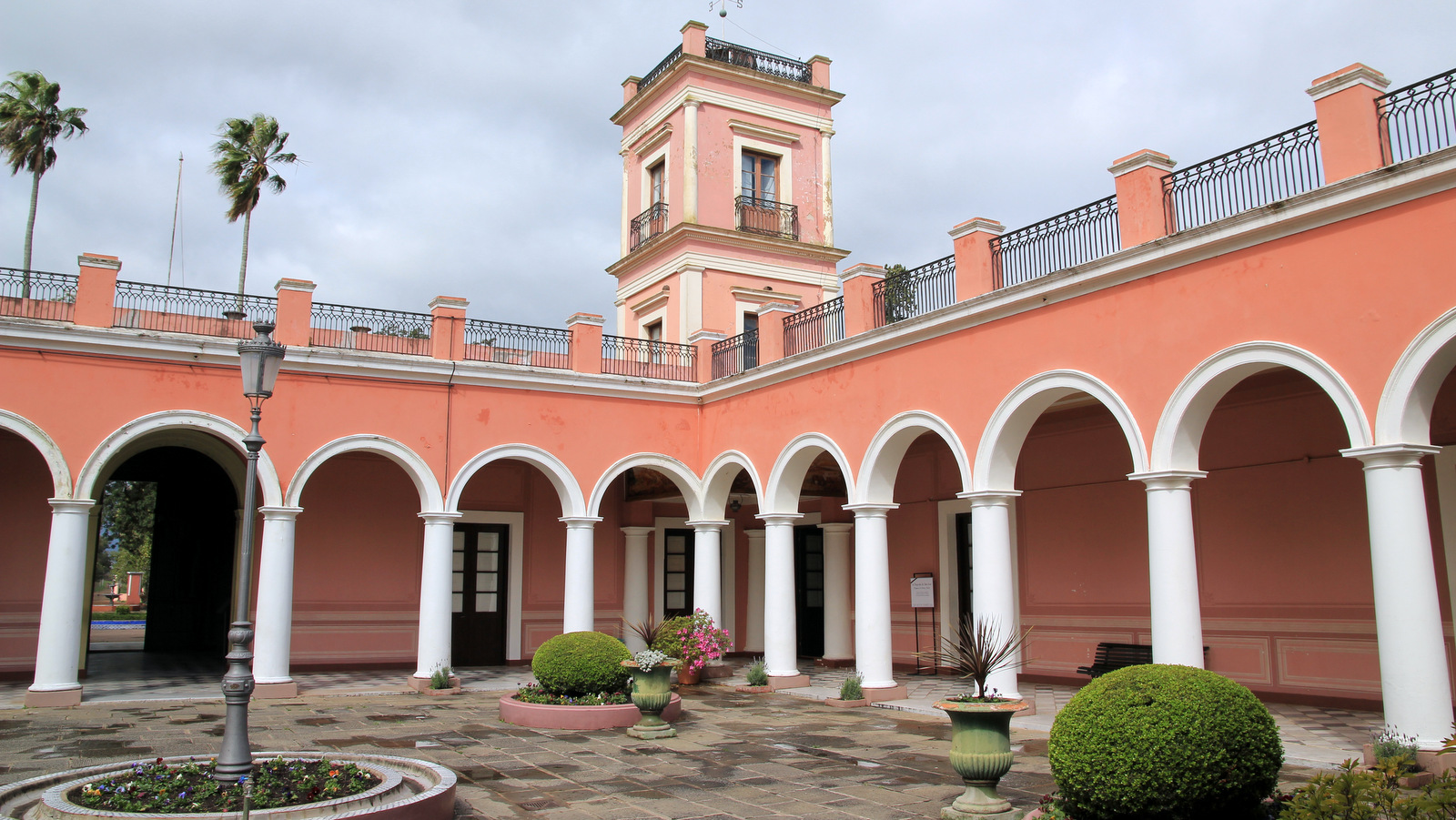
Palác San José, kde byl v roce 1870 Urquiza zavražděn.

Už za krátký čas převzal Urquiza vládu nad Argentinou i formálně, když si vytvořil funkci přechodného ředitele Argentinské konfederace. Proti Urquizem navrhované ústavě se ale postavili zástupci Buenos Aires. V roce 1852 svrhli vůdcové Buenos Aires guvernéra Vicenteho Lópeze y Planes, který byl dosazen Urquizou, stejně se jim podařilo odrazit vojenskou výpravu Urquizy směřující do města na začátku roku 1853. Současně Buenos Aires oficiálně odmítlo Smlouvu ze San Nicolás a jeho zástupci opustili ústavodárné shromáždění. Stejně i ústava z 1. května 1853 nebyla ze strany Buenos Aires přijata. V roce 1854 se Urquiza stal prezidentem argentinské konfederace, s novým hlavním městem Concepción del Uruguay v Provincii Entre Ríos, resp. později ve městě Paraná. Buenos Aires přerušilo všechny styky se státem vedeným Urquizou a vyhlásilo samostatnost jako Stát Buenos Aires. Reálně se však jako samostatný stát chovalo už po svržení Urquizova guvernéra. Odpor Buenos Aires vedi José María Piran, Valentín Alsina a Bartolomé Mitre. Buenos Aires ale stále bohatlo, zatímco provincie tak jako před tím bez hlavního města, stále více chudly. Urquiza nedokázal přilákat zahraniční obchodníky do vnitrozemských míst konfederace, neboť ti zůstávali v Buenos Aires. Konfederace se dostala do obrovských finančních problémů, bankovní systém přestal prakticky existovat a Urquiza nedokázal získat žádnou zahraniční půjčku. Rozhodl se proto tuto katastrofální situaci vyřešit silou a na podzim 1859 podnikl vojenské tažení proti Buenos Aires. Dne 23. října 1859 v bitvě u Cepede porazil vojsko Buenos Aires a přinutil Buenos Aires platit pravidelné poplatky konfederaci. Urquiza sice měl sílu na obsazení Buenos Aires, ale nedokázal by ho udržet dlouhodobě.
V roce 1860 se do čela Buenos Aires dostal Bartolomé Mitre a od počátku začal hlásat myšlenky sjednocení Argentiny, ale postavené na jiném principu, než chtěl Urquiza. Mitre chtěl zajistit vedoucí postavení Buenos Aires a kolem něj by postupně shromáždil zbývající provincie. Mitre organizoval v konfederaci různé menší nepokoje a vzpoury. Urquiza tak odevzdal funkci prezidenta Santiagovi Derquiovi. Znovu vytáhl do války v roce 1861, ale v bitvě u města Pavona ho tentokrát Mitre porazil. Urquiza se z bojiště stáhl a rezignoval. Následně Mitre se svou armádou začal postupovat na město Santa Fe, kde se však nesetkal s žádným odporem. Buenos Aires si vynutilo mnoho ústupků v ústavě z roku 1853. Z nich nejvýznamnější bylo zrušení vnitřních cel a podpora imigrace z Evropy. Následně rezignovali všichni federalističtí guvernéři. To znamenalo, že Argentinská konfederace byla dne 12. prosince 1861 nahrazena Argentinskou republikou s hlavním městem Buenos Aires. V roce 1862 byl Mitre zvolen prezidentem republiky. Po porážce se Urquiza vrátil do Entre Ríos, kde vykonával funkci guvernéra s přestávkou až do dubna 1870, kdy byl na něj spáchán úspěšný atentát.